# 勝鬘寺 (名古屋市)
勝鬘寺（しょうまんじ）は、愛知県名古屋市中区栄3丁目33-10にある真宗大谷派の寺院。山号は寂光山。本尊は木造阿弥陀如来立像。本堂、山門、太鼓楼が名古屋市指定文化財。東本願寺の末寺。

## 歴史

### 清洲における創建
天正年間（1573年 - 1592年）、三河国岡崎の勝鬘寺（針崎勝鬘寺）の住僧である了意によって清洲城下に建立され、針崎勝鬘寺の通所として尾張国内の末寺を掌っていた。

### 清洲越し後
慶長17年（1612年）、徳川家康の清洲越しによって名古屋城下の堀川東側（後の皆戸町）に移り、後に長島町に移った。寛永9年（1632年）、成瀬正虎が尾張藩初代藩主の徳川義直から矢場町の現在地を拝領して移った。なお、『名古屋市史 社寺編』は寛永9年（1632年）説を取っているが、『海邦名勝志』は慶安年間（1648年 - 1652年）、『尾張志』は元和4年（1618年）としている。

### 近現代

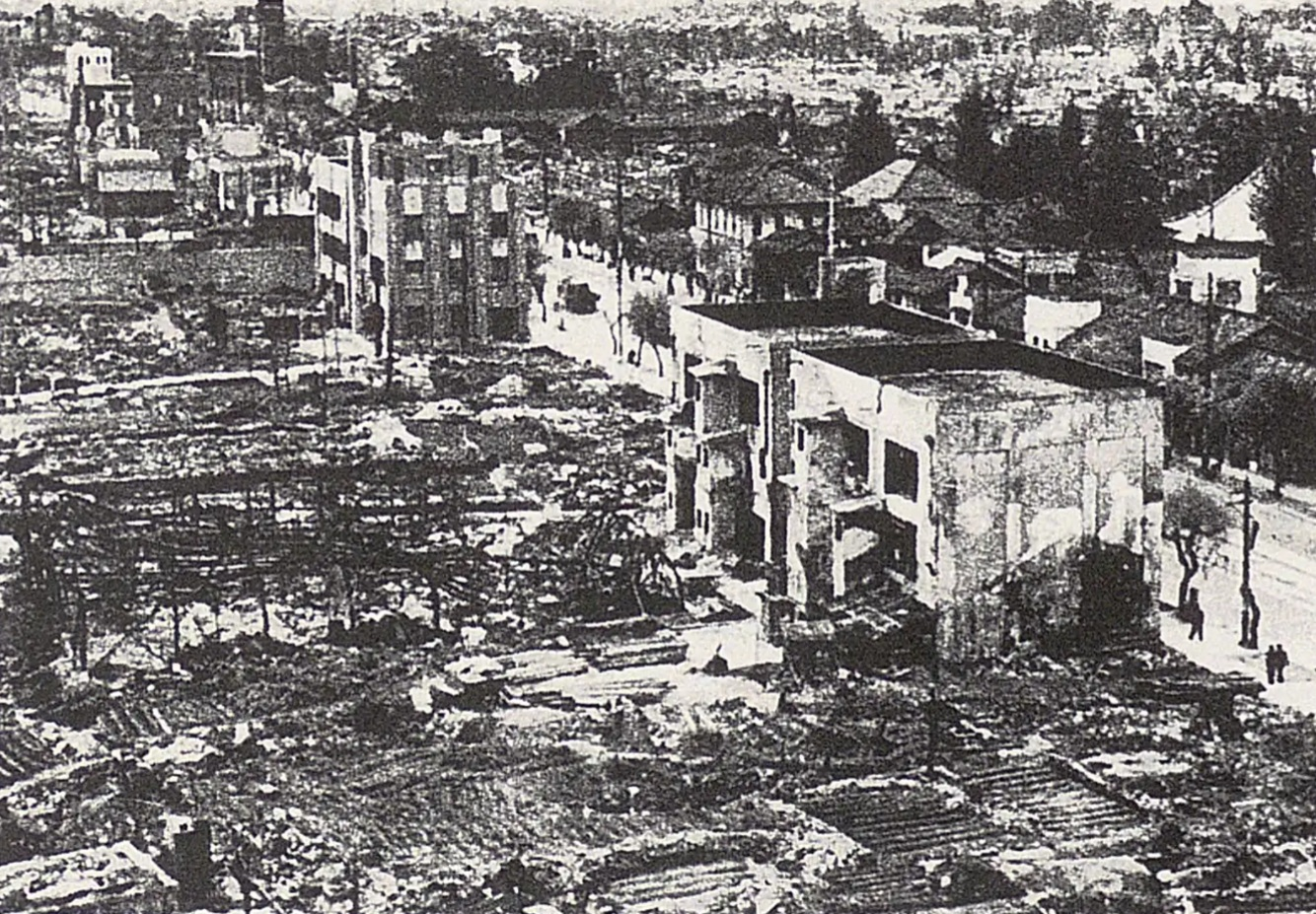
名古屋大空襲における矢場町周辺（右上が焼失を免れた勝鬘寺）

明治時代以後の住所表記は矢場町五ノ切。1915年（大正4年）頃の境内には、本堂、庫裏、書院、玄関、鐘楼、太鼓楼、水屋、山門などがあった。1945年（昭和20年）の名古屋大空襲では焼失を免れた。
1986年（昭和61年）5月27日、本堂、山門、太鼓楼が名古屋市指定文化財に指定された。1993年（平成5年）10月12日、本堂、山門、太鼓楼、鐘楼が名古屋市都市景観重要建築物等に指定された。

## 境内

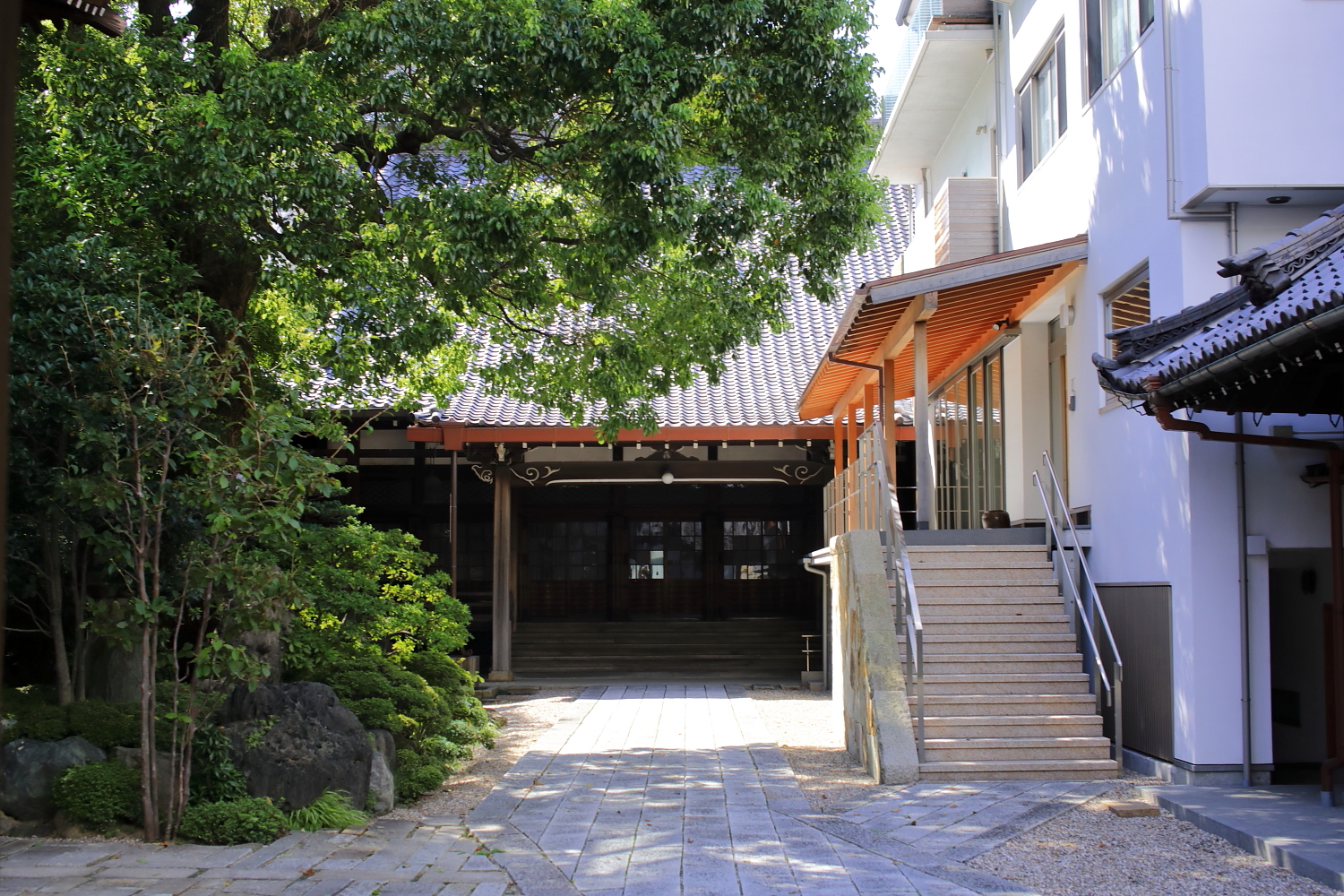
本堂

- 本堂 - 寛永9年（1632年）建立。木造平屋建[1]。9間四方、入母屋造、桟瓦葺[1]。名古屋市指定文化財。
- 山門 - 寛永9年（1632年）建立。木造[1]。一間薬医門、本瓦葺[1]。名古屋市指定文化財。
- 太鼓楼 - 江戸時代初期建立。木造2階建[1]。入母屋造、桟瓦葺、袴腰付[1]。名古屋市指定文化財。
- 鐘楼 - 明治時代後期建立。木造[1]。入母屋造、本瓦葺[1]。

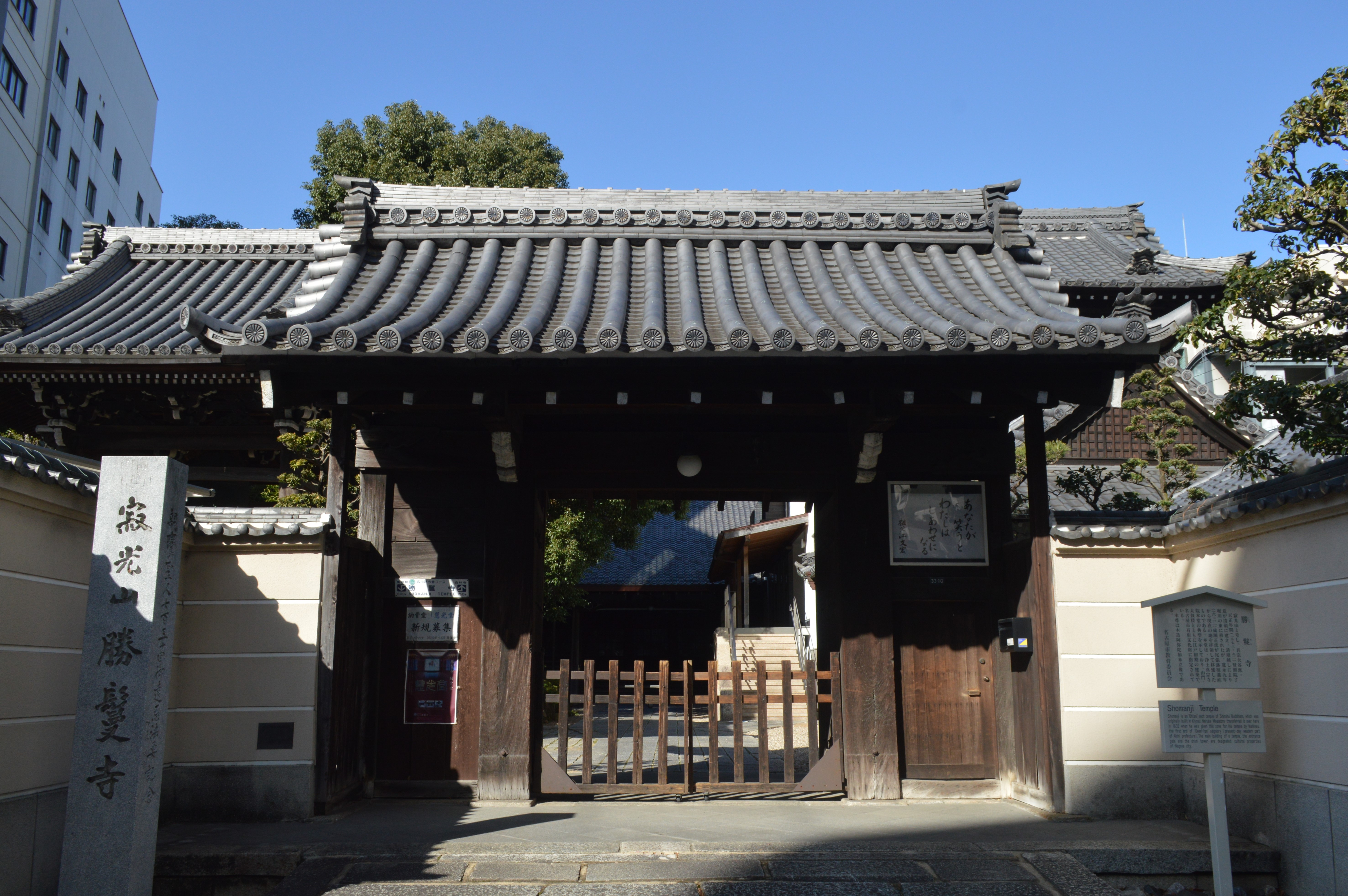
山門
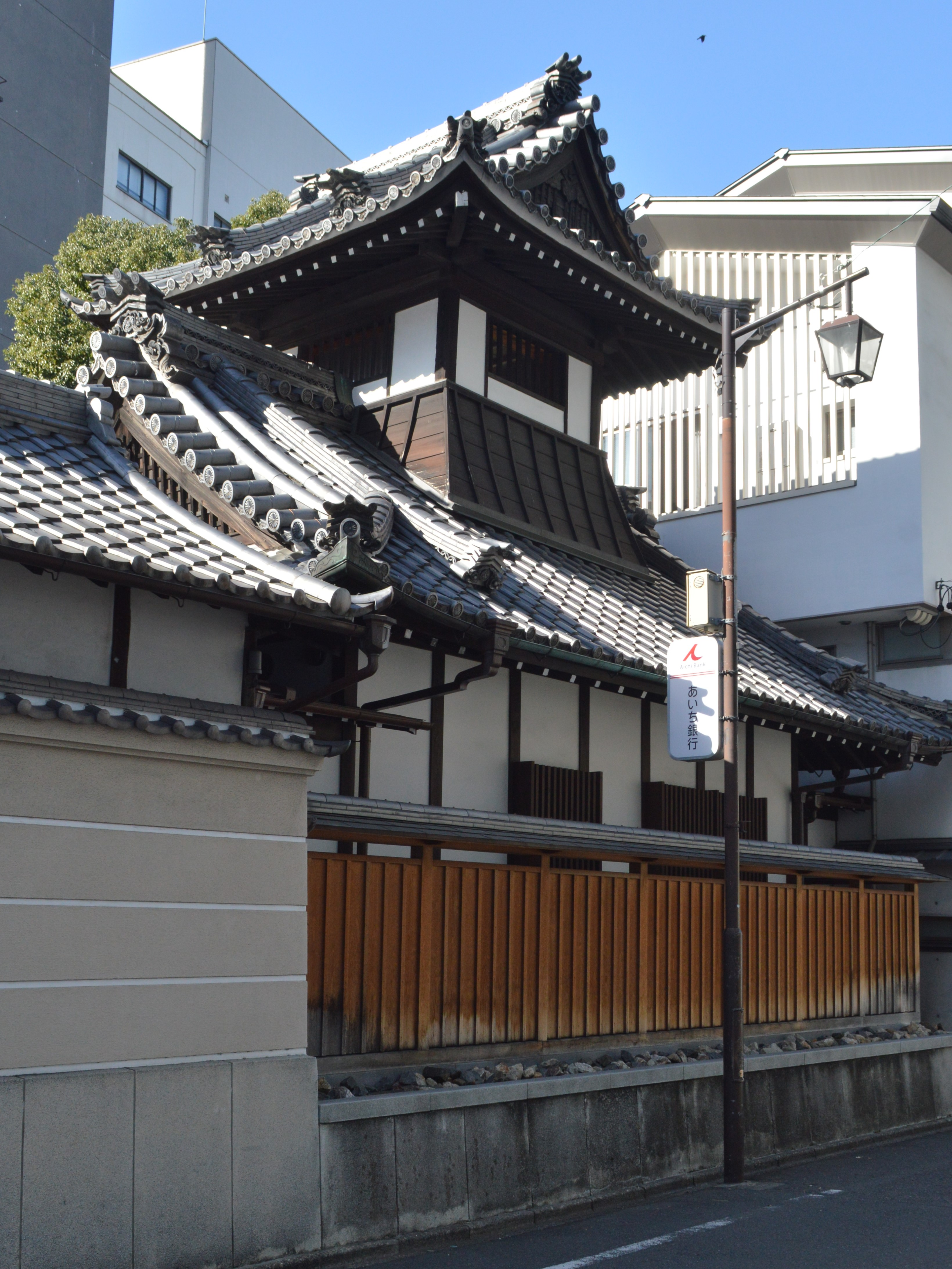
太鼓楼
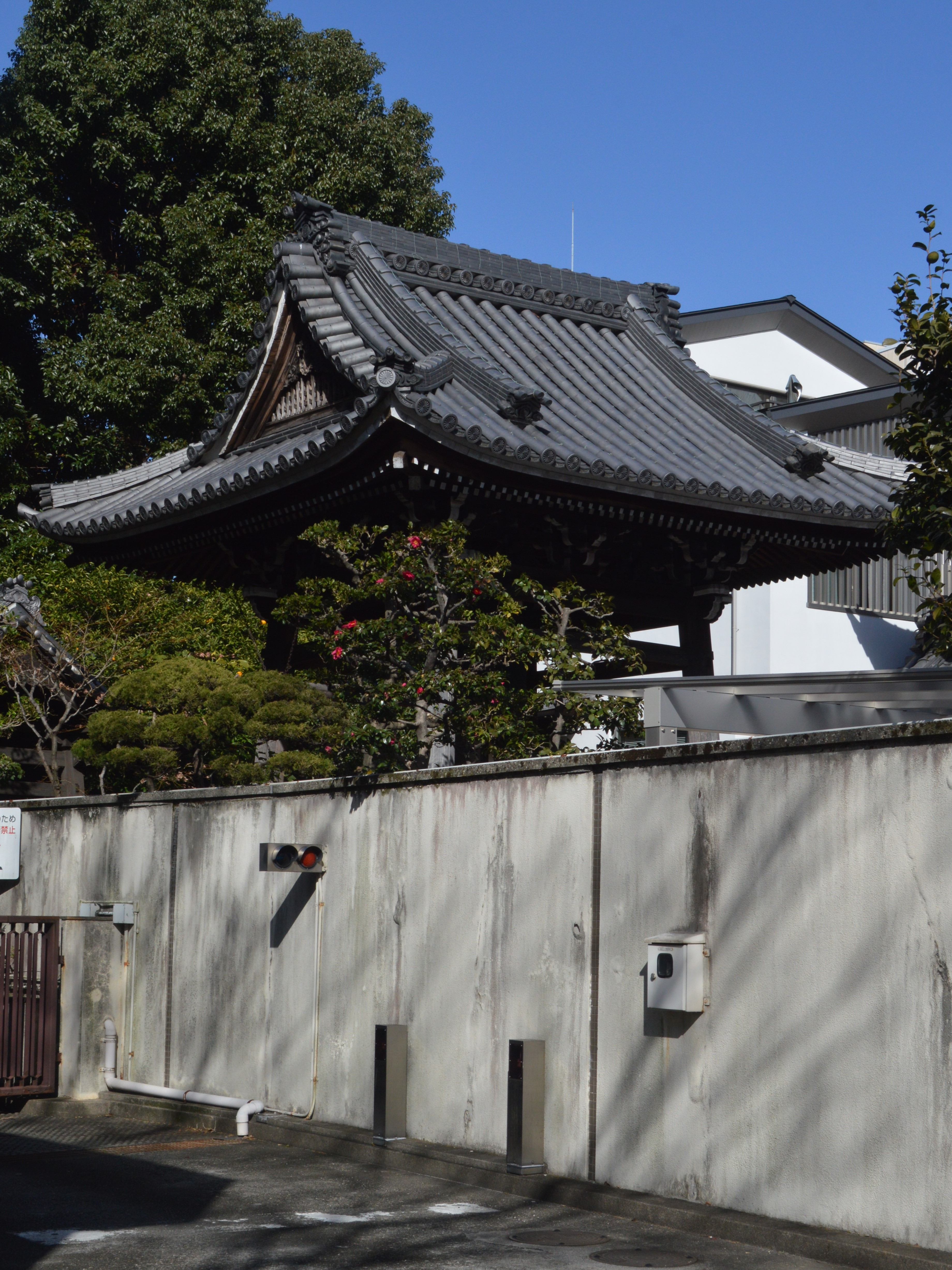
鐘楼

## 文化財

### 市指定文化財
- 本堂 - 1986年（昭和61年）5月27日指定[3]。
- 山門 - 1986年（昭和61年）5月27日指定[3]。
- 太鼓楼 - 1986年（昭和61年）5月27日指定[3]。